# Josef Kučera (politik)
Josef Kučera (1808 Vídeň – 1868) byl moravský a rakouský politik české národnosti, během revolučního roku 1848 poslanec Říšského sněmu.

## Biografie
Profesí byl hostinským. V roce 1841 věnoval velký peněžitý obnos na stavbu kaple v rodné vesnici Vídeň na Vysočině.
Během revolučního roku 1848 se zapojil i do politiky. Ve volbách roku 1848 byl zvolen na ústavodárný Říšský sněm. Zastupoval volební obvod Velké Meziříčí. Uvádí se jako hostinský. Patřil ke sněmovnímu bloku levice. Uvádí se etnicky jako Slovan.